# Władysław Gnyś
Władysław Gnyś (né le 24 août 1910 à Sarnów dans l'Empire russe, aujourd'hui en Pologne, mort le 28 février 2000 au Canada) est un pilote de chasse polonais ayant remporté la première victoire aérienne alliée de la Seconde Guerre mondiale.

## Biographie

### Formation militaire
Il termine l'école des cadets officiers de la force aérienne à Dęblin en 1928. En 1933 il suit les cours de pilotage à Grudziądz et reçoit son affectation à la 142e escadrille de chasse à Toruń. Le 11 mai 1935, lors d'un exercice, son avion entre en collision, Gnyś malgré le train d'atterrissage endommagé, réussit à se poser. Il est cité à l'ordre du jour du IVe régiment aérien, le 6 juin et le 18 juin il est décoré de la Croix de bronze du mérite. En mai 1939 il est transféré à la 121e escadrille de chasse à Cracovie.

### Seconde Guerre mondiale
Le 1er septembre 1939 au matin, il décolle de la base de Balice en compagnie du capitaine Medwecki. Pendant une escarmouche avec des Ju 87, Medwecki est abattu, Gnyś rompt le combat face à l'avantage de l'adversaire. Quelques minutes plus tard, aux environs d'Olkusz il attaque des bombardiers et descend deux Do 17 appartenant au Kampfgeschwader 77. Ce sont deux premiers avions abattus par un pilote polonais (et allié) pendant la Seconde Guerre mondiale. Cette victoire est néanmoins remise en question par certains historiens qui l'accordent à l'artillerie antiaérienne. Une autre version veut que Gnyś ait endommagé un bombardier qui est entré en collision avec l'autre.
Après la Campagne de Pologne, il arrive en France via la Roumanie. Il est affecté au groupe de chasse III/1 à Toul Croix-de-Metz où il pilote des Morane-Saulnier MS.406. Pendant la Bataille de France il remporte trois victoires partagées. Après l'armistice du 22 juin 1940 il gagne l'Angleterre, via Oran et Casablanca. Le 20 août 1940 il incorpore le 302 Polish Fighter Squadron. Le 21 mai 1941 il part en mission au-dessus de la France, son Hurricane est lourdement endommagé, mais Gnyś réussit tout de même de rentrer. En 1943 il sert aux 316 et 309 Polish Fighter Squadrons. Le 25 août 1944 il prend le commandement du 317 Polish Fighter Squadron, deux jours plus tard au cours d'un vol de reconnaissance, il est abattu à Rouen par la Flak. Bien qu'il soit blessé, il arrive à s'évader. Recueilli par la Résistance, il revient dans son unité.

### Après 1945
Une fois la paix retrouvée, il s'installe avec sa famille au Canada. Il est marié avec Barbara Simon avec laquelle il a deux fils : Stefan et Ashley. En juin 1996, il arrive en Pologne pour visiter sa région natale. Deux ans plus tard il est reçu par le président de la république Aleksander Kwaśniewski. En 1999 il est décoré de l'Ordre Polonia Restituta et promu au grade de colonel.
Vers la fin de sa vie, il entre en contact avec Frank Neubert (pilote de Ju 87, avec lequel il a livré une escarmouche le 1er septembre 1939). Ils entretiennent une correspondance amicale et se rencontrent quelquefois. Leur première rencontre a lieu le 1er septembre 1989, exactement 50 ans après l'escarmouche. Ces contacts sont continués par leurs enfants.

## Tableau de chasse
| Date               | Appareil(s) abattu(s)    |
| ------------------ | ------------------------ |
| 1er septembre 1939 | 2 Do 17                  |
| 12 mai 1940        | 1/3 Heinkel He 111       |
| 16 mai 1940        | 1/3 Do 17                |
| 25 mai 1940        | 1/3 Messerschmitt Bf 109 |

## Décorations
- Croix d'argent de l'Ordre militaire de Virtuti Militari
- Croix de Commandeur avec étoile de l'Ordre Polonia Restituta (2 septembre 1999)[6]
- Croix de la valeur (Krzyż Walecznych) - 3 fois
- Croix de bronze du mérite (18 juin 1935)
- Croix de guerre 1939-1945
- Distinguished Flying Cross